# Mumia Abu-Jamal

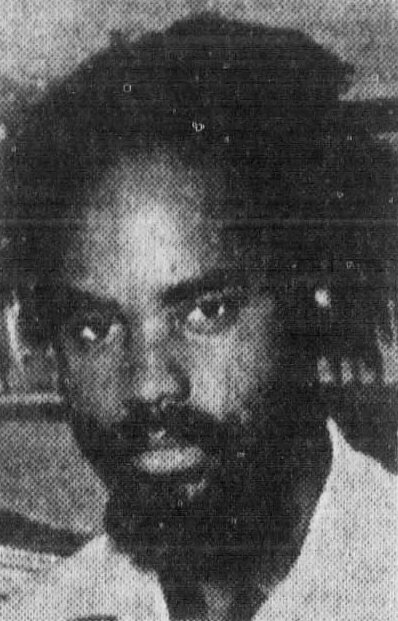

Mumia Abu-Jamal (ur. 24 kwietnia 1954 jako Wesley Cook) – amerykański dziennikarz i aktywista polityczny z Filadelfii. Obecnie przebywa w celi skazańców – został oskarżony i skazany za morderstwo filadelfijskiego policjanta Daniela Faulknera. Jego sprawa nabrała rozgłosu na całym świecie, a wyrok śmierci na nim stał się polem bitwy dla przeciwników i zwolenników tego rodzaju kary. Zwolennicy Abu-Jamala twierdzą, że jest niewinny i że jego aresztowanie i skazanie ma podłoże polityczne oraz że jest on więźniem politycznym. Natomiast jego krytycy uważają, że jego proces był sprawiedliwy i że słusznie i zgodnie z prawem został skazany za morderstwo.
W grudniu 2001 wyrok śmierci na Abu-Jamalu, lecz nie sam wyrok skazujący, został unieważniony przez sędziego federalnego sądu okręgowego Williama Yohna. Zarówno oskarżenie, jak i obrona złożyły apelacje do tego orzeczenia.
Obecnie Abu-Jamal przebywa w zakładzie karnym o zaostrzonym rygorze SCI Greene niedaleko Waynesburga w Pensylwanii.

## Działalność polityczna
Już na długo przed oskarżeniem o zabójstwo Faulknera, Abu Jamal był kluczową postacią w kręgach politycznych aktywistów w Filadelfii. Jak później wspominał, jego sympatie polityczne ukształtowały się wcześnie, po brutalnym starciu z – jego zdaniem – tajnymi oficerami policji lub policjantami po służbie, do którego doszło podczas protestu przeciwko George’owi Wallace’owi, kandydatowi demokratów na prezydenta. Abu-Jamal był członkiem Czarnych Panter oraz sympatyzował z radykalną filadelfijską społecznością MOVE.
W czasie kiedy popełniono morderstwo Faulknera, Abu-Jamal pracował jako kierowca taksówki w firmie United Cab Company w Filadelfii.
Z powodu jego przybranego imienia powstały plotki jakoby był wyznawcą Islamu, jednak tak nie jest. Imię „Mumia Abu-Jamal” wybrał sobie w szkole średniej na jednej z lekcji, poświęconej kulturom afrykańskim, podczas której uczniowie zwracali się do siebie przybranymi imionami. Jako dorosły oficjalnie przyjął to imię, które ma swoje korzenie w języku swahili.

### Wydarzenia 9 grudnia 1981
9 grudnia 1981 około godziny 3:51 funkcjonariusz filadelfijskiej policji Daniel Faulkner został zastrzelony po zajściu, które miało miejsce po rutynowej kontroli drogowej pojazdu prowadzonego przez Williama Cooka, handlarza ulicznego, młodszego brata Abu-Jamala.
Wersja wydarzeń wg oskarżyciela ustalona w czasie procesu:

Podczas kontroli drogowej Cook zaatakował Faulknera, który w odpowiedzi próbował Cooka obezwładnić. W tym momencie, Abu-Jamal miał wyjść z zaparkowanej w pobliżu taksówki i strzelić Faulknerowi w plecy. Faulkner odpowiedział ogniem, poważnie raniąc Abu-Jamala. Następnie Abu-Jamal natarł na Faulknera i strzelił do niego czterokrotnie z bliska – jeden z pocisków trafił w twarz, zabijając policjanta. Abu-Jamal nie był w stanie uciekać z powodu własnej rany postrzałowej i został aresztowany przez przybyłych wkrótce policjantów, którzy wcześniej – podczas kontroli drogowej – zostali wezwani przez Faulknera. Abu-Jamal został zabrany prosto do szpitala i poddany leczeniu. Świadkowie twierdzili, że w czasie swojej hospitalizacji Abu-Jamal przyznał, że to on zastrzelił Daniela Faulknera.
Cook nigdy nie zeznawał ani nie wygłaszał publicznie oświadczeń dotyczących tamtych wydarzeń, z wyjątkiem tego, że wyparł się własnego udziału w strzelaninie.
Sam Abu-Jamal początkowo nie przedstawił policji swojej wersji wydarzeń. W zasadzie nie odnosił się do tamtej strzelaniny przez następne 20 lat, do czasu gdy trzeci zespół jego obrońców przedstawił pisemne zeznanie złożone pod przysięgą sporządzone przez mężczyznę, który twierdził, że to on zabił Faulknera - co miało być wyrokiem mafijnym. Według tej wersji policjant został zabity, by nie zeznał przeciwko skorumpowanym kolegom z pracy. Abu-Jamal złożył później zeznanie pod przysięgą, w którym twierdził, że siedział w swojej taksówce po drugiej stronie ulicy, kiedy usłyszał strzały. Twierdził też, że zobaczył swojego brata stojącego na ulicy, chwiejącego się na nogach i ledwie przytomnego, więc podbiegł do niego i wtedy został postrzelony przez umundurowanego policjanta (nie przez Faulknera). Abu-Jamal mówił również, że zanim otrzymał pomoc medyczną, był torturowany przez policjantów.
W rezultacie śmierci Daniela Faulknera wywiązała się seria batalii sądowych, które trwają do dziś.
Istnieją rozbieżności w zeznaniach świadków złożonych na policji po strzelaninie. Poniższy link zewnętrzny odnosi się do komunikatu prasowego przygotowanego przez prawników w obronie Mumii, w którym naoczny świadek William Singletary poinformował policję, że to nie Mumia strzelał.

### Proces roku 1982 i skazanie
Abu-Jamal został skazany za morderstwo z premedytacją. Początkowo korzystał z usług adwokata Anthony’ego Jacksona. W maju 1982 Abu-Jamal ogłosił, że będzie sam się reprezentował, natomiast Jackson pozostanie jego prawnym doradcą. Chociaż początkowo sędzia zezwolił na to, aby oskarżony sam reprezentował swoje interesy, to jednak w końcu uchylił własną decyzję z powodu zachowania Abu-Jamala, zakłócającego spokój w sądzie. Sąd zarządził, że Anthony Jackson z powrotem przyjmie na siebie rolę prawnika Abu-Jamala.
Rozprawa w sądzie rozpoczęła się w 1982. Oskarżenie przedstawiło niektórych świadków naocznych i dowody rzeczowe świadczące na niekorzyść Abu-Jamala.
Według oskarżenia, było czterech świadków naocznych strzelaniny:
Robert Chobert – kierowca taksówki;
Michael Scanlon – biznesmen, który w noc zabójstwa składał w mieście wizytę;
Cynthia White – prostytutka, która, jak się później okazało, była informatorką policji;
Albert Magilton – przechodzień.
Te cztery osoby twierdziły, że widziały strzelaninę na własne oczy i wszyscy wskazali na Abu-Jamala jako na osobę, która zastrzeliła funkcjonariusza Faulknera.
Innym świadkiem, który nie został wezwany przez żadną ze stron był William Singletary. On także twierdził, że widział całe zdarzenie i zeznał, że to nie Mumia Abu-Jamal strzelał. Singletary, lokalny biznesmen, po złożeniu tego doniesienia miał być zastraszany przez policję, po czym uciekł z miasta.
William Singletary w swoim zeznaniu złożonym 11 sierpnia 1995 roku opisuje jak policjant potargał jego pisemne oświadczenie i zmusił go do podpisania innego oświadczenia, które mu podyktował.
Dessie Hightower, czarnoskóry mężczyzna, zeznał, że kiedy Faulknera wkładano do samochodu, który miał go zawieźć do szpitala, jego pistolet znajdował się ciągle w kaburze. Potwierdził brutalne pobicie Mumii oraz „przypadkowe” uderzenie jego głowy o słup. Widział również jak z miejsca zdarzenia ucieka mężczyzna w dredach.
Świadek niewezwany do złożenia zeznań, mieszkający w okolicy, doniósł o tym, że widział mężczyznę uciekającego z miejsca wydarzeń w tym samym kierunku, jaki w nocy opisał taksówkarz Robert Chobert. Podobnie twierdziła trzecia prostytutka, która widziała, jak jeden lub dwóch mężczyzn ucieka z miejsca zdarzenia, ale odwołała swoją wersję wydarzeń po tym, jak była wielokrotnie i bardzo długo przesłuchiwana przez policję.
Łącznie czterech świadków znajdujących się w czterech różnych miejscach na ulicy, nieznających się nawzajem ani nieznających Mumii Abu-Jamala potwierdziło, że widziało jakiegoś mężczyznę uciekającego z miejsca wydarzeń i wszyscy określili, że uciekał w tym samym kierunku.
Było jeszcze trzech świadków, w tym szpitalna strażniczka Priscilla Durham oraz dwóch filadelfijskich policjantów, którzy zeznali, że w czasie, kiedy Abu-Jamal przechodził leczenie, mówił, że to on zastrzelił Daniela Faulknera i że ma nadzieję, że policjant umrze, miały paść słowa „Zastrzeliłem sukinsyna i mam nadzieję, że umrze.”
Istnieją jednak dowody, które zaprzeczają tezie jakoby Abu-Jamal przyznał się do winy w szpitalu; personel medyczny zeznał, że Abu-Jamal był nieprzytomny w tym czasie.
Jednym z dowodów potwierdzających jest oryginalny raport policjanta Gary’ego Wakshula, który był z Abu-Jamalem cały czas podczas jego aresztowania i leczenia. W oficjalnym raporcie, Wakshul stwierdza, że w czasie, kiedy przebywał z Abu-Jamalem, podejrzany „nic nie mówił.”
Gary Wakshul zeznał jednak później, że tej nocy słyszał, jak Abu-Jamal przyznaje się do winy. Gary Wakshul nie pamiętał tego faktu zanim, w trzy miesiące po aresztowaniu Abu-Jamala, prokurator McGill spotkał się z policją i o to zapytał. Funkcjonariusz Wahshul stwierdził, że w czasie, kiedy pisał swój oryginalny raport, nie wydawało mu się, aby wyznanie winy było ważne.
Sędzia Albert F. Sabo nie pozwolił, aby sędziowie przysięgli wysłuchali oryginalnego raportu Gary’ego Wakshula.
W sądzie strażniczka szpitala Priscilla Durham zeznała, że słyszała, jak Abu-Jamal krzyczał w czasie kiedy krwawił w szpitalu o zastrzeleniu policjanta.
24 kwietnia 2004 brat przyrodni Priscilli Durham, Kenneth Pate, złożył oświadczenie w sądzie apelacyjnym i poprzez prawników Abu-Jamala w Sądzie Okręgowym, w którym stwierdzał:
„Przeczytałem artykuł w gazecie, o sprawie Mumii Abu-Jamala. Było tam napisane, że Priscilla Durham zeznała na rozprawie Mumii, że w czasie, kiedy pracowała jako strażniczka w szpitalu, słyszała jak Mumia mówi, że to on zabił funkcjonariusza policji. Kiedy to przeczytałem, zdałem sobie sprawę, że ta wersja różni się od tego, co mi powiedziała.”
Kenneth Pate spytał ją, „Słyszałaś jak to mówi?” A ona odpowiedziała, „Słyszałam tylko jak mówi „Zostawcie mnie, zostawcie mnie, oni chcą mnie zabić.” Pate oświadczył, że ta rozmowa miała miejsce w prawie 20 lat przed tym jak wpłynęło pisemne oświadczenie złożone pod przysięgą („Mniej więcej pod koniec roku 1983 lub na początku 1984”), kiedy Pate znajdował się w tym samym więzieniu co Abu-Jamal. Oświadczenie to zostało opublikowane w innym okresie, kiedy Pate i Abu-Jamal również przebywali w tym samym więzieniu, w czasie, kiedy Durham już nie żyła.
Pomimo niespójności w zeznaniach świadków, Abu-Jamalowi najbardziej zaszkodziły wyniki ekspertyz sądowych. Pistolet kaliber.38, który Abu-Jamal zakupił do samoobrony jako kierowca taksówki w 1979, został znaleziony obok niego na miejscu zdarzenia, z pięcioma pustymi łuskami po pociskach. Eksperci od balistyki nigdy nie przeprowadzili żadnych testów, aby sprawdzić, czy broń była używana w ostatnim czasie. [Źródło: HBO Special, A Case For Reasonable Doubt]. Dr Paul Hoyer, koroner, który wykonał autopsję Faulknera, napisał w swoich notatkach, że pocisk wyjęty z Faulknera był kalibru.44. Jednakże, jak zeznał później, była to jedynie przybliżona liczba, oparta na własnej obserwacji, jako że nie był ekspertem w sprawach broni palnej i nie miał żadnego przeszkolenia w zakresie balistyki. Zeznał również, że określenie przez niego kalibru pocisku zostało przez niego zapisane jedynie w prywatnych notatkach i nie miało nigdy zostać użyte w oficjalnym raporcie. Oficjalne testy balistyczne wykonane na fatalnym pocisku potwierdzają, że funkcjonariusz Faulkner został zabity pociskiem takiego samego typu, jaki stosuje policja federalna, oraz takiego samego, jakie znaleziono w broni Jamala. Eksperci zeznali również, że pocisk wyjęty z ciała Abu-Jamala został wystrzelony z broni służbowej funkcjonariusza Faulknera. George Fassnacht, ekspert do spraw balistycznych obrony, nie kwestionował tych wyników, do których doszli oskarżyciele.
Dowody rzeczowe nie zrobiły dobrego wrażenia na organizacji Amnesty International, która umieściła je na liście nieprawidłowości, oświadczając, że „brak jest odpowiednich testów balistycznych, które zweryfikowałyby, czy strzelano ostatnio z broni Abu-Jamala. Nie ustalono też na przykład, czy na jego rękach znajdowały się osady pozostałe po oddaniu strzału z pistoletu.
Podczas przesłuchania w 1995, ekspert balistyczny obrony zeznał, że z powodu szamotaniny Jamala z policjantami podczas jego aresztowania, trudno byłoby przeprowadzić taki test i nie byłby on naukowo wiarygodny, ponieważ osady prochu mogły spaść lub zostać starte z rąk policjantów.
Spodziewano się, że William Cook będzie zeznawał na rzecz swojego brata, jako że znajdował się na miejscu zdarzeń na samym początku. Nie zeznawał jednak, lecz jedynie złożył pisemne oświadczenie pod przysięgą, w którym stwierdził, że pragnie zeznawać i że Mumia Abu-Jamal nie zabił funkcjonariusza Faulknera.
Również Mumia Abu-Jamal nie zeznawał w swojej obronie. Jego wyjaśnienia w tej kwestii można odnaleźć dopiero w oświadczeniu z dnia 3 maja 2001, w którym napisał: „Podczas mojego procesu nie miałem możliwości obrony i nie ufałem swojemu prawnikowi przyznanemu z urzędu, który nigdy nawet nie zapytał mnie o to, co się stało tamtej nocy, kiedy zostałem postrzelony i kiedy zginął funkcjonariusz policji; nie pozwolono mi również uczestniczyć nawet w połowie procesu. Jako że podczas procesu odebrano mi wszelkie prawa, nie składałem zeznań. Nie chciałem, żeby zostały użyte w celu pokazania, że mój proces jest rzekomo uczciwy.”
Sędziowie przysięgli obradowali przez dwa dni, po czym Abu-Jamal został uznany za winnego, a następnie skazany na śmierć.
Stwierdzono już, że wokół procesu i skazania Abu-Jamala było pojawiło się wiele nieprawidłowości i wiele osób twierdzi, że jego skazanie było nieważne. Wielu pisarzy, jak np. Stuart Taylor z National Journal, odnosiło się do Mumii jako do osoby „winnej, ale wrobionej” i stoi na stanowisku, że jego wina była oczywista, ale że nie miał uczciwego procesu.
Filadelfijskie Biuro Prokuratora Okręgowego, rodzina Daniela Faulknera, organizacja Fraternal Order of Police oraz kilka innych organizacji ochrony porządku publicznego popiera skazanie Jamala oraz wyrok śmierci, wierząc, że to Abu-Jamal zastrzelił Faulknera, w czasie kiedy policjant dokonywał zgodnego z prawem aresztowania i wykonywał swoje obowiązki służbowe, oraz że proces był sprawiedliwy. Żona Faulknera, Maureen, była szczególnie gorliwą zwolenniczką utrzymania w mocy wyników pierwszego procesu.

### Apelacja roku 2001
Dnia 18 grudnia 2001 Sędzia Rejonowy William Yohn unieważnił wyrok śmierci na Mumii Abu-Jamalu, powołując się na nieprawidłowości w pierwszym procesie, którego rezultatem był wyrok skazujący.
Obrońcy Mumii Abu-Jamala, Eliot Grossman i Marlene Kamish, nie byli zadowoleni z tego orzeczenia, ponieważ nie dawał on możliwości przeprowadzenia ponownego procesu opartego o dowody, które, mają dowodzić, że Mumia Abu-Jamal został wrobiony.
Biuro Prokuratora Okręgowego nie zgodziło się na unieważnienie wyroku.
Prokurator Okręgowy Lynne Abraham stwierdziła, że sprawa ta była „najbardziej oczywistą sprawą morderstwa, jaką kiedykolwiek rozpatrywała” i że Abu-Jamal „nigdy nie powołał się na własnego brata, który był obecny w czasie, kiedy doszło do morderstwa. Przedstawił natomiast różne osoby, które miały twierdzić, że taki albo inny świadek na pewno kłamał w trakcie procesu; albo że znalazła się ostatnio taka czy inna osoba, która, jak się okazało, posiada nowe wiadomości na temat tego morderstwa; albo że ktoś spadł z nieba i rzekomo chce się przyznać do zamordowania funkcjonariusza Faulknera.”
Obie strony odwołały się od orzeczenia sądu.

### Działania roku 2006

#### Uchwały Kongresu
19 maja 2006 r. Mike Fitzpatrick, a 15 czerwca 2006 Rick Santorum – republikanie z Pensylwanii – przedstawili odpowiednio w Izbie Reprezentantów i w Senacie identyczne rezolucje, które składały się z propozycji, aby Kongres:
- potępił zamordowanie funkcjonariusza Policji Filadelfijskiej Danny’ego Faulknera
- zwrócił się z apelem do francuskiego miasta St. Denis, aby zmieniło nazwę ulicy Rue Mumia Abu-Jamal, a jeśli tego nie uczyni, aby zaapelował do rządu francuskiego, aby podjął działania nakazujące miastu St. Denis zmianę tej nazwy
- pochwalić funkcjonariuszy policji na całym świecie za ich poświęcenie dla służby publicznej i bezpieczeństwa publicznego

Wynik głosowania z 6 grudnia 2006 r. w Izbie Reprezentantów wyniósł 368-31 na korzyść rezolucji, „Potępiając decyzję miasta St. Denis we Francji, które nazwało jedną ze swych ulic ku czci Mumii Abu-Jamala, skazanego mordercy funkcjonariusza policji filadelfijskiej, Danny’ego Faulknera.”

#### Apelacja o przywrócenie kary śmierci
17 marca 2006 Wspólnota Pensylwanii złożyła apelację, w której domagano się przywrócenia orzeczenia o egzekucji Abu-Jamala. Jeśli zostanie ona utrzymana w mocy przez Sąd Apelacyjny, to gubernator Pensylwanii Ed Rendell obiecał podpisać trzeci nakaz egzekucji Abu-Jamala.
23 października 2006 obrońcy Mumii Abu-Jamala złożyli z kolei swój wniosek w Sądzie Apelacyjnym, w którym poprosili Sąd o uchylenie poprzedniego orzeczenia Sądu, jako że uważają, że jest to obecnie jedyny sposób, aby zaradzić niesprawiedliwości oraz dyskryminacji, polegających na braku choćby pozorów uczciwego procesu Mumii.

#### Proces wytoczony Paryżowi
11 grudnia 2006, komitet wykonawczy Partii Republikańskiej 59-ego Okręgu Wyborczego wniósł do sądu wniosek przeciwko francuskiej stolicy i przeciwko miastu St. Denis za „wysławianie” Abu-Jamala.

## Życie od czasu skazania
Abu-Jamal nawet po uwięzieniu pozostał działaczem politycznym. Opublikował m.in. książkę opisującą więzienne życie – „Live from Death Row”. Zdobył licencjat w dziedzinie nauk humanistycznych w College Goddard i stopień magistra nauk humanistycznych na Kalifornijskim Uniwersytecie Stanowym w Dominguez Hills – oba korespondencyjnie. Przy pomocy taśm magnetofonowych nagrał mowy otwarcia dla uczniów kończących szkoły – UC Santa Cruz, Evergreen State College, Antioch College i Occidental College. Jego komentarze często pojawiają się w programach radiowych. Ma swój własny program, który ukazuje się regularnie i można go wysłuchać na Prison Radio. 
Głos Mumii pojawiał się na albumach rapera Immortal Technique. Axis of Justice przeprowadziła z nim wywiad, który ukazał się w programie radiowym tej organizacji. Magazyn Vanity Fair napisał, że zwolennik Mumii, Phillip Bloch, odwiedził go w więzieniu i zapytał Abu-Jamala, czy żałuje, że zastrzelił gliniarza, na co Mumia miał rzekomo odpowiedzieć „Tak.” Bloch, który generalnie popiera Mumię powiedział, że przedstawił te słowa, bo był zaniepokojony szkalowaniem funkcjonariusza Faulknera. Abu-Jamal nazwał opowieść Blocha „kłamstwem powstałym z plotki.”

## Międzynarodowy odzew
Mumia Abu-Jamal ma szerokie poparcie w skali międzynarodowej.
W październiku 2003 Mumia Abu-Jamal otrzymał status honorowego mieszkańca Paryża podczas ceremonii, na której pojawiła się m.in. była działaczka Czarnych Panter, Angela Davis. Burmistrz Paryża, Bertrand Delanoe, w wywiadzie dla prasy powiedział, że nagroda ta miała przypominać o trwającej nadal walce z karą śmierci, którą we Francji zniesiono w 1981. Propozycja aby uczynić Abu-Jamala honorowym mieszkańcem została zaakceptowana przez radę miasta w 2001. W roku 2006 jedną z ulic w mieście Saint-Denis nazwano imieniem Abu-Jamala, co spowodowało pewne oburzenie w USA.
Ponadto wszystkie osoby i organizacje wymienione poniżej twierdzą, że pierwszy z procesów nie został przeprowadzony w sposób sprawiedliwy i bezstronny. Domagają się również ponownego przeprowadzenia procesu lub natychmiastowego uwolnienia Mumii Abu-Jamala.
Są to między innymi:
Organizacje: Amnesty International, Human Rights Watch, NAACP, Parlament Europejski; Grupa wybitnych prawników z Wielkiej Brytanii, ;
National Lawyers Guild; Japanese Diet; kilka krajowych amerykańskich federacji związków zawodowych (ILWU, AFSCME, SEIU, narodowa unia pocztowa) oraz California Labor Federation AFL-CIO (1,8 mln członków);
Zespoły: Public Enemy, Rage Against the Machine, Anti-Flag, Bad Religion;
Gwiazdy: Jello Biafra, Danny Glover, Snoop Dogg, Ossie Davis, Susan Sarandon, Ed Asner, KRS-One;
Światowi przywódcy: Nelson Mandela, Danielle Mitterrand (była pierwsza dama Francji), Fidel Castro;
Kościół Episkopalny USA;
Władze miast: San Francisco, Santa Cruz, California, Detroit.
Warto jednak zauważyć, że nie wszystkie z tych organizacji twierdzą, że Mumia Abu-Jamal jest niewinny, a jedynie, że jego proces nie był sprawiedliwy. Jak stwierdziła Amnesty International w raporcie w tej sprawie: „Biorąc pod uwagę sprzeczne i niekompletne dowody przedstawione w kopii dokumenów procesowych, nie możemy stanąć na stanowisku, czy Abu-Jamal jest winny czy nie.”

## Muzyczne uznanie
Odniesienia do sprawy Mumii Abu-Jamala pojawiają się w wielu utworach muzycznych współczesnych artystów:
- Zespół Rage Against the Machine śpiewa o Abu-Jamalu kilkukrotnie na płycie The Battle of Los Angeles, szczególnie w utworze „Voice of the Voiceless”.
- Na albumie zespołu Anti-Flag pt. Mobilize(inne języki), pojawia się utwór o tytule „Mumia’s Song”, w którym pojawia się tekst: „Brick by brick, wall by wall / We’re gonna free Mumia Abu-Jamal” (Cegła po cegle, ściana po ścianie / zamierzamy uwolnić Mumia Abu-Jamala).
- Dilated Peoples wspomina o nim w utworze „Proper Propaganda”.
- Tupac Shakur w utworze „White man’z world” na albumie „Makaveli” określa Abu-Jamala jako jednego ze swoich nauczycieli.
- Immortal Technique – na kilku albumach, a w szczególności na Revolutionary Vol 2.
- Jonathan Richman – album „Not So Much to be Loved But to Love” – utwór „Abu Jamal”.
- Looptroop – tekst „Free Mumia Abu-Jamal” w utworze „Long arm of the law”.
- KRS-ONE – utwór „Free Mumia”.
- Bas Tajpan – polski raper w utworze „Dla tych” śpiewa: „Dla tych którzy jak Abu Jamal siedzą za poglądy”
- Były frontman zespołu Dead Kennedys, Jello Biafra, opowiada o Mumii na swoim albumie If Evolution Is Outlawed, Only Outlaws Will Evolve(inne języki).
- Utwór „When All Light Dies” z albumu „Servants in Heaven, Kings in Hell” zespołu z filadefii „Jedi Mind Tricks”.
- Hussein Fatal – utwór „Untouchable” w albumie Pac’s Life – zawiera słowa „Far as my life, since he [Tupac] disappeared I still ain’t found peace in it, but still strugguling like Mumia-Abu”.
- Grupa hip-hopowa Unbound Allstars(inne języki) nagrała w 1999 utwór „Mumia 911”, w którym popiera uwolnienie Mumii Abu-Jamala.
- Gary Cherone – utwór „The Murder of Daniel Faulkner”
- Typical Fefe – utwór „Abu Jamal”